# Хатинските камбани
„Хатинските камбани“ е музикален албум на хардрок групата Златни струни от 1977 година, по текст на Петя Йорданова.
Албумът е вдъхновен от посещението от членове на групата изпълнители на Хатинския мемориален комплекс същата година в Беларус. Самият албум и едноименната песен са посветени на жертвите.
Хатин (на беларуски: Хатынь) е бивше село в Беларус, Минска област, Логойски район, изгорено заедно с жителите му през Втората световна война. Хората от селото са затворени в плевня, която е запалена. По щастливи обстоятелства оцеляват само един възрастен и няколко деца. От постройките в селото остават запазени само руските печки и комините с камбани до тях.

## Изпълнители[4]
- Иван Мишев – китара,
- Борислав Мишев – ударни,
- Йордан Караджов – китара, вокал,
- Румен Спасов – бас китара,
- Христо Ламбрев – клавир, вокал.

Песента „Хатинските камбани“ е включена и в албума „Цветя“ на група Сигнал.

## Данни за изданието[5]
- Издател, Балкантон – ВТК 3341
- Формат:
- Vinyl, 7", 45 RPM
- Страна: България
- Издаден:	1977
- Жанр: рок
- Стил: хардрок
- Трак лист:
  - Страна A1 Ордена
  - Страна B1 Хатинските Камбани